# Forlì Football Club
Il Football Club Forlì SSD, meglio noto come Forlì FC, è una società calcistica italiana con sede nella città di Forlì. Milita in Serie C, la terza divisione del campionato italiano.
Il Forlì Football Club è stato fondato nel 2006, dopo che il club storico fondato nel 1919 era andato in bancarotta. I colori sociali sono il bianco e il rosso. Disputa le partite di casa allo stadio Tullo Morgagni. Attualmente occupa il 113º posto nella classifica perpetua della Serie B e il 96ª nella graduatoria della tradizione sportiva dei club calcistici secondo i criteri della FIGC.

## Storia

### Le origini e la fondazione
Il calcio a Forlì ha origine nei primi anni del XX secolo, in una forma ancora decisamente amatoriale e con rare sfide contro compagini di altre città romagnole limitrofe, anche perché, come nel resto dell'Italia e a Forlì forse ancora di più, la passione dei tifosi era soprattutto rivolta al gioco del pallone col bracciale sostituito gradualmente dall'imposizione di un nuovo gioco.
Un primo rallentamento nell'attività agonistica giunse a causa della prima guerra mondiale, poi ripresa immediatamente al termine del conflitto bellico in una maniera sempre più decisa e determinata.
Solo a partire dal 1919, grazie alla fusione di due distinte entità sportive, il Forlì Foot-Ball Club e l'Unione Calcio Romagnolo, nacque la Sezione Calcio dell'Unione Sportiva Forti e Liberi che iniziò la sua prima stagione nel campionato di Terza Categoria, giocando le sue partite interne al Campo Ursino e raggiungendo la finale, persa contro l'U.S. Mantovana. La stagione 1922-1923 fu caratterizzata dalla presenza dei derby contro Cesena, Faenza, Ravenna e Rimini, poi, nel 1923 con la crescente importanza del gioco del calcio nella città di Forlì iniziarono i lavori di costruzione del nuovo stadio intitolato poi a Tullo Morgagni, giornalista forlivese inventore del Giro d’Italia, sotto la presidenza di Giuseppe Pasqui.
Tra il 1927 e il 1928, i biancorossi conquistarono due promozioni consecutive dapprima vincendo il campionato di Promozione e approdando in Seconda Divisione e poi in Prima Divisione, all'epoca un gradino sotto la Serie B. Il Forlì permase nella terza serie italiana fino al 1935, quando dopo aver concluso la stagione all’undicesimo posto del girone E, venne retrocesso nella neonata Prima Categoria Regionale. La risalita verso la terza divisione professionistica, fu immediata e già nella stagione successiva, dopo aver vinto la Prima Divisione Emilia-Romagna i biancorossi salirono nella neocostituita Serie C giocandoci per un quinquennio, senza però riuscire a centrare la promozione in cadetteria.

### Dal Dopoguerra agli anni novanta
Con l'avvento della Seconda Guerra Mondiale, tutte le attività della federazione vennero sospese e alla ripresa dei campionati, nel 1945-1946, il Forlì partecipò al campionato di Serie B-C Alta Italia classificandosi undicesimo e venendo inserito dalla FIGC nella Serie B dell’Alta Italia. Nella stagione successiva, con Umberto Zanolla sulla panchina biancorossa e Armando Bendi alla presidenza, il Forlì si classificò al terzultimo posto con 31 punti in 40 gare giocate tornando nuovamente in Serie C. Tra i giocatori più noti che spiccarono in quell'annata ci furono: il portiere Fausto Tarlao, i difensori Sergio Da Costa ed Afro Canali, i centrocampisti Elvezio Ortali, Libero Zattoni e Roberto Ronconi.
Dopo la retrocessione in Serie C, per il Forlì seguì un rapido declino retrocedendo fino al campionato di Promozione al termine della stagione 1947-1948, rimanendoci per due stagioni e poi tornando nella terza serie calcistica a seguito della vittoria del campionato di Promozione 1949-1950.
A partire dagli anni cinquanta, i biancorossi dopo due stagioni consecutive in Serie C, scesero in Quarta Serie poi rinominata Campionato Interregionale militandoci per otto anni fino alla stagione 1957-1958 quando venne ripescata in Serie C a completamento organici da parte della F.I.G.C.
L'inizio del decennio successivo, per il Forlì in Serie C fu abbastanza tranquillo raggiungendo posizioni di metà classifica fino alla stagione 1963-1964, quando con l'arrivò in panchina di Libero Zattoni, allenatore primatista dei galletti con le sue 202 panchine, i biancorossi arrivarono ad un soffio dalla promozione in Serie B, classificandosi al secondo posto, a 45 punti dietro il Livorno che aveva tre punti di vantaggio. La regia della squadra era affidata a Vittorio Zanetti, mentre il tridente d'attacco venne affidato Silvano Magheri insieme a Gerardi e Ferrari.
Nel campionato di Serie C 1964-1965, dopo la cocente delusione dell'annata precedente, il Forlì concluse il campionato all'ultimo posto retrocedendo in Serie D. Durante il triennio nella massima divisione dilettantistica, i biancorossi nella stagione 1967-1968 riconquistarono la Serie C con Attilio Santarelli in panchina che con una squadra composta quasi interamente da giocatori forlivesi materializzò il trionfo all’ultima giornata vincendo contro l'Urbino sul risultato di 1-0. Gli artefici della promozione in Serie C furono la coppia d’attacco composta da De Lorenzi e Laghi autori di 32 reti e Diano De Lorenzi, cannoniere della storia del Forlì con 66 gol, insieme a Vladimiro Alberti.

Una formazione della stagione 1978-1979

L'esperienza in Serie C, però fu molto breve, tanto che dopo appena un anno i galletti ritornarono immediatamente in Serie D dopo aver concluso la stagione all'ultimo posto in classifica, e restandoci per buona parte degli anni settanta, fino al campionato di Serie D 1976-1977, quando con il presidente Giovanni Bianchi, i galletti vinsero il campionato con 48 punti, al termine di un duello con il Carpi di Salvatore Bagni, finito ad una lunghezza. A seguito della promozione in Serie C, vi fu grande entusiasmo nella città con l’invasione di Piazza Aurelio Saffi da carri e auto impazzite per la gioia e un pubblico costantemente superiore alle 4.000 unità allo stadio. Inoltre, sempre nella stagione la formazione Berretti del Forlì, allenata da Silvio Poli, vinse il campionato Italiano di Serie D.
Il cammino in Serie C, poi rinominata Serie C1 a partire dalla stagione 1978-1979 per i galletti fu abbastanza tranquillo seguito a buone prestazioni e salvezze anticipate fino al campionato di Serie C1 1979-1980, quando per la seconda volta nella sua storia il Forlì arrivò vicinissimo alla promozione in Serie B con Chinesinho in panchina e ancora con Bianchi alla presidenza del club terminando al terzo posto alle spalle di Varese e Rimini. Nei campionati successivi, i biancorossi conclusero con buoni piazzamenti fino alla stagione 1982-1983 quando retrocesse in Serie C2, categoria in cui militò fino alla fine degli anni ottanta quando ritornò tra i dilettanti.

Una formazione della stagione 1982-1983

Dal 1990 al 1993, il Forlì militò nel Campionato Interregionale poi rinominato Campionato Nazionale Dilettanti, e al ritorno tra i professionisti nel campionato di Serie C2 1993-1994, nell'annata successiva i biancorossi riuscirono in un'impresa sportiva della sua storia, quando, grazie alla finale di Coppa Italia Serie C 1993-1994 partecipò alla Coppa Italia per toccare il punto più alto della sua storia. La squadra allenata da Franco Bonavita, dopo aver battuto prima il Foggia, che all'epoca militava in Serie B, e poi il Piacenza, allora partecipante in Serie A, suscitando un clamore mediatico a livello mediatico mai vissuto in città, il 25 ottobre 1995, giunse agli ottavi di finale contro il Milan di Fabio Capello allo stadio Dino Manuzzi di Cesena che vide i galletti perdere per 2-0 e stabilendo il record di presenze dello stadio cesenate. Nel 1994-1995 con una formazione calcistica giovanile parteciò per la prima volta al Campionato Primavera 1994-1995.
Alla fine del campionato di Serie C2 1996-1997, per il Forlì, arrivò una nuova retrocessione nel Campionato Nazionale Dilettanti, poi rinominato Serie D trascorrendoci un quinquennio e rischiando addirittura la retrocessione in Eccellenza nella stagione 2000-2001 quando si salvò in extremis battendo per 2-1 il Rovigo in uno spareggio salvezza.

### Dagli anni duemila ai giorni nostri
Nel campionato di Serie D 2001-2002 i galletti si classificarono secondi nel proprio girone di Serie D e con l’avvento del presidente Oliveti vennero ripescati in Serie C2. I primi due anni tra i professionisti portano a due tornei chiusi con altrettante tranquille salvezze (7º - 4º posto), mentre alla terza stagione il Forlì sfiorò la promozione in Serie C1, mancandola solo dopo aver perso i play-off nel derby-spareggio contro il Ravenna. Dopo tre anni sempre in crescita, Oliveti si dimette da presidente e subentrano un Gruppo di imprenditori calabresi alla guida del Forlì sempre in C2 2005-2006.
Al termine del campionato di Serie C2 2005-2006, con l’avvento del gruppo Calabrese alla guida del club, lo stesso andò incontro al fallimento.
Durante l'estate del 2006, venne fondata l'Associazione Sportiva Dilettantistica Nuovo Forlì 1919, che nella stagione successiva ripartì dalla Terza Categoria, dove concluse all’ottavo posto sotto la guida dell’imprenditore Luciano Linari. Un anno dopo, una dozzina di soci forlivesi si unirono per rilevare il titolo dello Sporting Forlì (club di Promozione nel frattempo divenuto prima squadra cittadina) e darle la nuova e attuale denominazione di Football Club Forlì. Nella stagione di Promozione Emilia-Romagna 2007-2008 vinse il girone D salendo in Eccellenza e concludendo il campionato successivo al quarto posto.
Pur non ottenendo l’immediata seconda promozione consecutiva, nel campionato di Eccellenza Emilia-Romagna 2009-2010, con una giornata di anticipo i biancorossi tornarono in Serie D, dove dopo una prima stagione di assestamento, nella seconda, il 29 aprile 2012 il Forlì, imponendosi per 5-0 sul campo dello Scandicci, raggiunse la matematica certezza della vittoria del proprio girone, riconquistando un posto nel calcio professionistico. Al termine del campionato, la squadra partecipò anche alla Poule Scudetto come l’Unione Venezia, ma venne eliminato nella prima fase triangolare dopo la sconfitta interna per 2-3 contro il Teramo finalista e l’inutile successo per 4-3 sul campo del Pontedera.
Nella stagione 2012-2013, in Lega Pro Seconda Divisione, i galletti si classificarono decimi in classifica, poi, nel campionato seguente i biancorossi dopo aver ottenuto il nono posto in campionato vennero ammessi nella nuova Lega Pro unica, ma retrocessero in Serie D a seguito del 17º posto nel girone B e della sconfitta nei play-out contro la Pro Piacenza.
Nel successivo campionato di Serie D 2015-2016, il Forlì ottenne il terzo posto in campionato alle spalle di Parma e Altovicentino, perdendo la finale dei play-off contro la Correggese, poi, venne tuttavia ripescato in Lega Pro a completamento organici.
L'esperienza in Lega Pro, durò solo un anno e i biancorossi dopo aver concluso il campionato al 17º posto ritornarono nella massima divisione dilettantistica a seguito della sconfitta nei play-out contro il Fano.
Dal 2018 al 2024, durante la permanenza in Serie D, i biancorossi si piazzarono nelle parti alte della classifica, poi, il 17 aprile 2025 a seguito della vittoria per 1-0 contro la Pistoiese, il Forlì vince il proprio girone e torna tra i professionisti dopo otto stagioni.

## Colori e simboli

### Colori
In principio, le prime maglie del Forlì erano di colore grigio-rosse, e solo successivamente vennero variate. Ad oggi, i colori sociali del club sono il bianco e il rosso, ripresi dal gonfalone della città a strisce verticali.

### Simboli ufficiali

#### Stemma
I simboli sono il gallo e la caveja, presenti sullo stemma della squadra, e i giocatori vengono chiamati galletti dal simbolo dello stemma della società.

#### Inno
L'inno della squadra si chiama Biancorossi del Forlì.

## Strutture

### Stadio

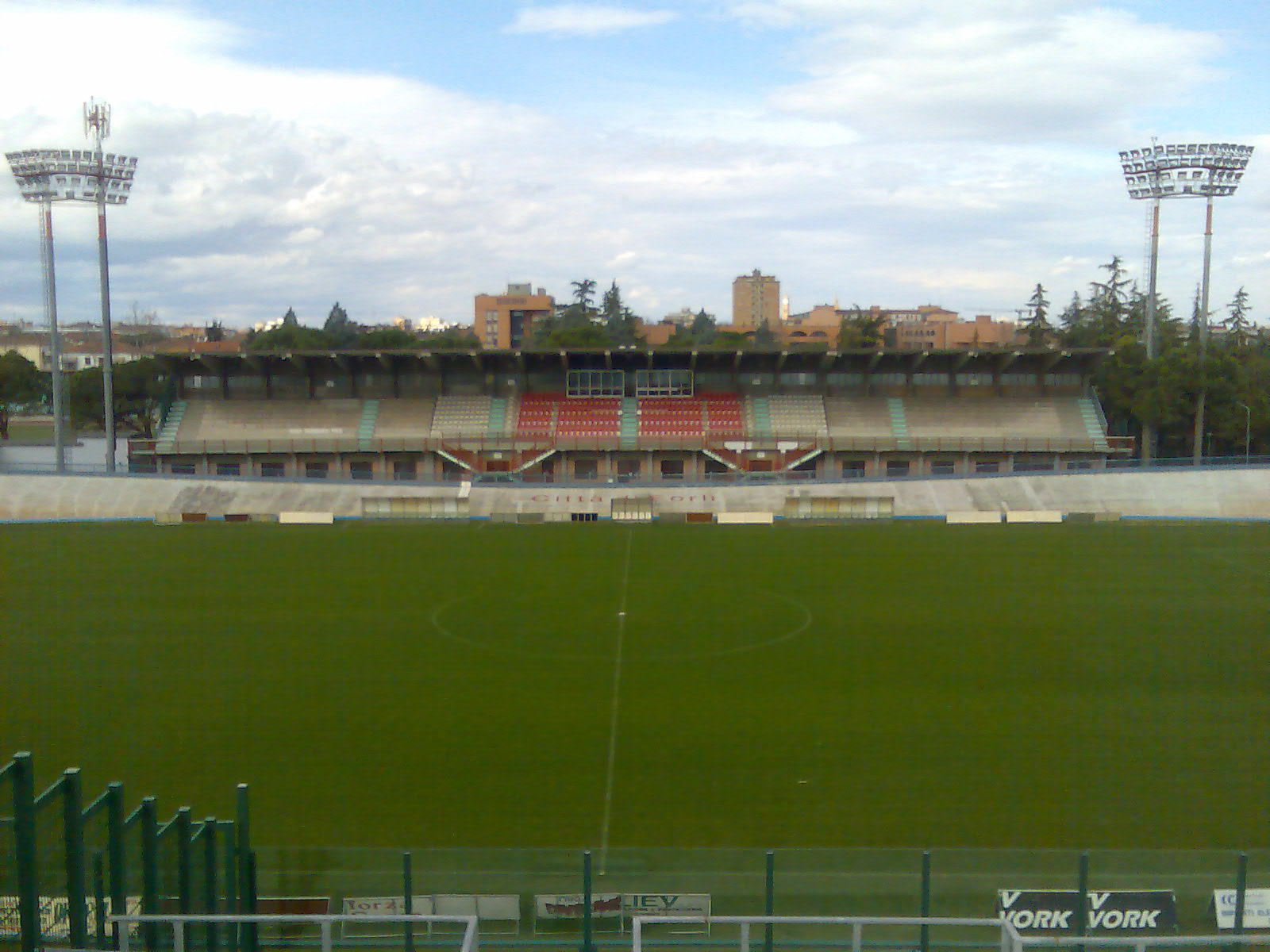
La tribuna principale dello stadio Tullo Morgagni.

Il Forlì Football Club disputa le gare interne presso lo stadio comunale intitolato a Tullo Morgagni, noto giornalista e sportivo italiano che ideò e realizzò gare ciclistiche divenute storiche come il Giro di Lombardia, la Milano-Sanremo e il Giro d'Italia.
Costruito tra il 1923 e il 1925, ha subito nel corso degli anni diverse modifiche che ne hanno determinato la capienza dagli oltre 8.000 spettatori (con annesse tribune laterali) agli attuali 3.500 posti a sedere divisi tra la tribuna centrale e la gradinata.
Il complesso, dotato di illuminazione notturna, vede il proprio terreno di gioco contornato dalla pista del Velodromo Glauco Servadei, caratteristica che lo rende polifunzionale e adatto anche per il ciclismo su pista; ha inoltre la peculiare connotazione di essere situato nei pressi del centro della città, pur essendo ben collegato a autostrada, stazione e aeroporto.

### Centro di allenamento
Il Forlì svolge le sue sedute di allenamento all'antistadio situato vicino allo stadio Tullo Morgagni.

## Società
Il Forlì è stato fondato nel 1919 come Unione Sportiva Forti e Liberi, rappresentandone la sezione calcio. Nei decenni seguenti ha assunto le denominazioni di Associazione Sportiva Forlì, Calcio Forlì e, fino al fallimento del 2006, di Associazione Calcio Forlì.
Nel 2006 è stata creata l'Associazione Sportiva Dilettantistica Nuovo Forlì 1919 e, dal 2007, si è costituita la nuova società, denominata Forlì Football Club.

### Organigramma societario
Organigramma tratto dal sito ufficiale della società
Area direttiva
- Gianfranco Cappelli - Presidente
- Marco Casadei - Vice presidente
- Romano Conficconi - Socio
- Giampaolo Brunelli - Socio
- Elio Gurioli - Socio
- Werter Tesei - Socio
- Gianfranco Cappelli - Socio
- Piero Bergossi - Socio
- Alessandro Antonelli - Socio
- Sauro Mambelli - Socio
- Marco Casadei - Socio
- Massimiliano Pompignoli - Socio

Area organizzativa
- Carlo Di Fabio - Direttore sportivo
- Veronica Bagnoli - Ufficio stampa
- Maurizio Benatti - Responsabile sicurezza

### Sponsor
| Cronologia degli sponsor tecnici - 1978-2002 ... - 2002-2005 Legea - 2007-2009 Lotto - 2010-2013 Sportika - 2013-2019 Macron - 2019- Ready | Cronologia degli sponsor ufficiali - 1981-2007 ... - 2007-2008 Città di Forlì - 2008-2012 AT.ED.2 - 2012-2013 Elfi, Cassa di Risparmio di Forlì e della Romagna - 2013-2014 Baldini Gomme - 2014-2015 Dorelan - 2015-2016 Dorelan, Inkloud - 2016-2017 Dorelan, Inkloud, Softer - 2017-2018 Dorelan, Celanese - 2018-2019 Venturelli - 2019- Nessuno |

### Settore giovanile
Il settore giovanile del Forlì è costituito dalle squadre Juniores Nazionale, Under-17, Under-16, Under-15, Giovanissimi, Esordienti, Under-12, Pulcini, Primi Calci e Piccoli Amici.
I migliori risultati conseguiti dalle giovanili biancorosse sono la Vittoria del torneo di Serie D del Campionato Nazionale Dante Berretti, nel 1976-1977 e il raggiungimento del titolo di Campioni d'Italia degli allievi nel 2015-2016.
Nel 2016 viene acquistato dal Borgo Tuliero il giovane promettente faentino Tommaso Taroni, per una cifra stimata attorno ai 25.600€, cifra record per il club. Il ragazzo, considerato uno dei maggiori talenti italiani, però deluderà le aspettative e alla fine della stagione successiva sarà ceduto alla Stella Azzurra, club imolese.

## Allenatori e presidenti
- 1923-1926  Heinrich Lenczewsky
- 1926-1932  Franz Hänsel
- 1932-1933  Giuseppe Mazzoli
- 1933-1934  Bochas 
 Giovanni Borgato
- 1934-1935  Furio Romualdi 
 Baldini
- 1935-1937  Giuseppe Mazzoli
- 1937-1938  Aldo Neri
- 1938-1940  Furio Romualdi
- 1940-1941  Giuseppe Mazzoli
- 1941-1943  Furio Romualdi
- 1945-1946  Aldo Neri
 Garavelli
- 1946-1947  Umberto Zanolla
- 1947-1948  Willi Sevcik
- 1948-1949  Giorgio Da Costa
- 1949-1950  Michele Andreolo
- 1950-1951  Antonio Budini
 Giuseppe Mazzoli
- 1951-1952  Giuseppe Mazzoli
 Antonio Moretti
 Andrea Scaccini
 Michele Andreolo
- 1952-1953  Michele Andreolo
- 1953-1956  Libero Zattoni
- 1956-1957  Marmiroli 
 Libero Zattoni
- 1957-1958  Libero Zattoni 
 Mezzadri
- 1958-1959  Leo Zavatti
- 1959-1960  Guido Corbelli
 Alvaro Bentivogli
- 1960-1961  Zeffiro Furiassi
- 1961-1962  Alvaro Bentivogli
- 1962-1963  Renzo Burini
 Domenico Bosi
- 1963-1965  Libero Zattoni
- 1965-1966  Casadio
- 1966-1968  Attilio Santarelli
- 1968-1969  Attilio Santarelli
 Rino Montanari[11]
- 1969-1970  Leo Zavatti
- 1970-1971  Leo Zavatti
 Rino Montanari
 Gardelli
- 1971-1972  Libero Zattoni 
 Pino Matassoni
- 1972-1973  Leo Zavatti
- 1973-1974  Attilio Santarelli
- 1974-1975  Gastone Bean
 Giuseppe Vavassori
- 1975-1976  Leo Zavatti
 Silvio Poli
- 1976-1977  Feliciano Orazi
 Renzo Ragonesi
- 1977-1978  Attilio Santarelli
- 1978-1979  Attilio Santarelli
 Giuseppe Vavassori
- 1979-1980  Chinesinho
- 1980-1981  Chinesinho
 Giorgio Rumignani
- 1981-1982  Bruno Mazzia
 Giancarlo Ansaloni
- 1982-1983  Angelo Becchetti
- 1983-1984  Giampiero Landi
- 1984-1985  Giancarlo Magrini
 Saul Malatrasi
 Chinesinho
- 1985-1986  Giancarlo Magrini
- 1986-1987  Antonio Gridelli
 Franco Varrella
- 1987-1988  Massimo Roscini 
 Aldo Sensibile
- 1988-1989  Franco Varrella
- 1989-1990  Giancarlo Galdiolo
 Candido Farneti
 Guido Quadrelli
- 1990-1991  Raffaele Landi
- 1991-1993  Raffaele Lucchi
- 1993-1994  Franco Varrella
- 1994-1995  Franco Varrella
 Francesco Di Fabio
 Franco Cresci
- 1995-1996  Franco Bonavita
- 1996-1997  Franco Bonavita 
 Vittorio Spimi
- 1997-1998  Vittorio Spimi 
 Maurizio Zanetti
- 1998-1999  Maurizio Zanetti
- 1999-2000  Maurizio Zanetti 
 Mirko Fabbri
- 2000-2001  Ivano Gavella 
 Maurizio Antonelli
 Franco Cresci
- 2001-2002  Attilio Bardi
- 2002-2005  Rocco Cotroneo
- 2005-2006  Roberto Rossi
 Rocco Cotroneo
- 2006-2007  Walter Collinelli
- 2007-2008  Massimo Scardovi
- 2008-2009  Massimo Scardovi 
 Franco Bonavita
- 2009-2013  Attilio Bardi
- 2013-2014  Attilio Bardi 
 Roberto Rossi
- 2014-2015  Roberto Rossi
 Richard Vanigli
 Aldo Firicano
- 2015-2017  Massimo Gadda
- 2017-2018  Attilio Bardi 
 Eugenio Benuzzi
 Dario Bettini
- 2018-2019  Nicola Campedelli
 Stefano Protti
- 2019-2020  Massimo Paci
- 2020-2021  Giuseppe Angelini
- 2021-2022  Giovanni Cornacchini
 Massimo Gadda
 Mattia Graffiedi
- 2022-2023  Mattia Graffiedi
- 2023-2024  Marco Martini
 Mauro Antonioli
- 2024-2025  Alessandro Miramari

- 1923-1927  Giuseppe Pasqui
- 1927-1930  Pio Piretti
- 1930-1931  Sangiorgi
- 1931-1932  Mario Fabbri
- 1932-1934  Arnaldo Bolognesi
- 1934-1935  Maurizio Vivaldi
- 1935-1937  Madonia
- 1937-1938  Aldo Gentili
- 1938-1942  Plinio Pesaresi
- 1942-1943  Foscolo Romualdi
- 1945-1946  Eugenio Garavini
- 1946-1947  Armando Bendi
- 1947-1951  Bruno Miserocchi
- 1951-1953  Dino Tullini
- 1953-1958  Antonio Gramellini
- 1958-1961  Franco Cappelli
- 1961-1964  Francesco Lombardi
- 1964-1965  Giuseppe Goberti
- 1965-1968  Stellio Fabbri
- 1968-1972  Giacomo Filippi
- 1972-1974  Nicola Noneletto
- 1974-1983  Giovanni Bianchi
- 1983-1986  Tiziano Tampellini
- 1986-1988  Arturo Gradara
- 1988-1989  Alessandro Laghi
- 1989-1995  Nereo Valmori
- 1995-1998  Vladimiro Panzavolta
- 1998-2001  Nereo Valmori
- 2001-2002  Guerrino Ravaglioli
- 2002-2006  Marco Oliveti
- 2006-2007  Franco Pardolesi
- 2007-2010  Luciano Linari
- 2010-2014  Romano Conficconi
- 2014-2019  Stefano Fabbri
- 2019-  Gianfranco Cappelli

## Palmarès

### Competizioni interregionali
- Serie D: 4

1967-1968 (girone D), 1976-1977 (girone D), 2011-2012 (girone D), 2024-2025 (girone D)

### Competizioni regionali
- Seconda Divisione: 1

1927-1928 (girone E)
- Eccellenza: 1

2009-2010 (girone B)
- Promozione: 2

1949-1950 (girone G), 2007-2008 (girone D)

### Competizioni giovanili
- Campionato nazionale Dante Berretti: 1

1976-1977 (torneo Serie D)
- Campionato Nazionale Under-17 Dilettanti: 1

2015-2016

### Altri piazzamenti
- Serie C:

Secondo posto: 1963-1964 (girone B)
- Serie C1:

Terzo posto: 1979-1980 (girone A)
- Serie D:

Secondo posto: 1975-1976 (girone D), 2017-2018 (girone D)
Terzo posto: 2015-2016 (girone D)
- Campionato Nazionale Dilettanti:

Secondo posto: 1998-1999 (girone D)
- Coppa Italia Serie C:

Finalista: 1994-1995

## Statistiche e record

### Partecipazione ai campionati
Campionati nazionali
| Livello | Categoria                                   | Partecipazioni | Debutto   | Ultima stagione | Totale |
| ------- | ------------------------------------------- | -------------- | --------- | --------------- | ------ |
| 2º      | Serie B                                     | 1              | 1946-1947 | 1946-1947       | 1      |
| 3º      | Seconda Divisione                           | 1              | 1927-1928 | 1927-1928       | 35     |
| 3º      | Prima Divisione                             | 7              | 1928-1929 | 1934-1935       | 35     |
| 3º      | Serie B-C Alta Italia                       | 1              | 1945-1946 | 1945-1946       | 35     |
| 3º      | Serie C                                     | 19             | 1936-1937 | 1977-1978       | 35     |
| 3º      | Serie C1                                    | 5              | 1978-1979 | 1982-1983       | 35     |
| 3º      | Lega Pro                                    | 2              | 2014-2015 | 2016-2017       | 35     |
| 4º      | Terza Divisione                             | 1              | 1926-1927 | 1926-1927       | 46     |
| 4º      | Promozione                                  | 2              | 1948-1949 | 1949-1950       | 46     |
| 4º      | IV Serie                                    | 5              | 1952-1953 | 1956-1957       | 46     |
| 4º      | Campionato Interregionale - Prima Categoria | 1              | 1957-1958 | 1957-1958       | 46     |
| 4º      | Serie C2                                    | 17             | 1983-1984 | 2013-2014       | 46     |
| 4º      | Serie D                                     | 20             | 1965-1966 | 2024-2025       | 46     |
| 5º      | Campionato Interregionale                   | 2              | 1990-1991 | 1991-1992       | 10     |
| 5º      | Campionato Nazionale Dilettanti             | 3              | 1992-1993 | 1998-1999       | 10     |
| 5º      | Serie D                                     | 5              | 1999-2000 | 2011-2012       | 10     |

Campionati regionali
| Livello | Categoria       | Partecipazioni | Debutto   | Ultima stagione | Totale |
| ------- | --------------- | -------------- | --------- | --------------- | ------ |
| I       | Promozione      | 2              | 1920-1921 | 1921-1922       | 9      |
| I       | Terza Divisione | 4              | 1922-1923 | 1925-1926       | 9      |
| I       | Prima Divisione | 1              | 1935-1936 | 1935-1936       | 9      |
| I       | Eccellenza      | 2              | 2008-2009 | 2009-2010       | 9      |
| II      | Promozione      | 1              | 2007-2008 | 2007-2008       | 1      |
| V       | Terza Categoria | 1              | 2006-2007 | 2006-2007       | 1      |

### Partecipazione alle coppe
| Competizione                    | Partecipazioni | Debutto   | Ultima stagione | Totale |
| ------------------------------- | -------------- | --------- | --------------- | ------ |
| Coppa Italia                    | 10             | 1922      | 2005-2006       | 10     |
| Coppa Italia Semiprofessionisti | 8              | 1973-1974 | 1980-1981       | 29     |
| Coppa Italia Serie C            | 17             | 1981-1982 | 2005-2006       | 29     |
| Coppa Italia Lega Pro           | 4              | 2012-2013 | 2016-2017       | 29     |
| Coppa Italia Serie D            | 10             | 1999-2000 | 2021-2022       | 10     |
| Poule Scudetto                  | 1              | 2011-2012 | 2011-2012       | 1      |

### Statistiche individuali
| Record di presenze - 430 Alberto Calderoni (1993-2003, 2004-2009) - 340 Antonio Gramellini (?-?) - 310 Elvezio Ortali (1932-1933, 1935-1944, 1945-1949) - 248 Afro Canali (?-?) - 244 Renato Luchitta (1975-1983) - 181 Lodovico Conti (1966-1974) - 166 Marco Sozzi (2007-2013) | Record di reti - 52 Sebastian Petrașcu (2010-2014) |

## Tifoseria

### Storia
Ad inizio anni settanta il primo gruppo organizzato fu il Club Forza Forlì che vide come presidenti Zoni, Arpinati e Matteucci. Altri gruppi di tifosi nacquero nell'era Vulcano Bianchi come I Fedelissimi. Più tardi nacque il Club Alberto Calderoni dedicato allo storico capitano recordman di presenze in biancorosso (15 campionati).
Sulle vicende recenti della tifoseria biancorossa hanno pesato il fallimento datato 2006 e ancora prima, facendo capo agli ultimi venti anni, campionati di medio cabotaggio in Serie C2, alternati a quelli di Serie D. Il punto massimo del tifo forlivese si è registrato alla fine degli anni settanta, e in particolare nella stagione 1979-1980 quando, con in panchina Chinesinho, i galletti chiusero al terzo posto in Serie C1, sfiorando l'approdo nella serie cadetta. In quella stagione il Morgagni vide anche vette di ottomila spettatori nelle gare più sentite, e una media di circa quattromila unità.
Nel 2005 tre tifosi biancorossi sono balzati alle cronache per aver preso un Daspo di cinque anni, per atti di discriminazione per motivi razziali nei confronti di due giocatori della SPAL, verso i quali indirizzavano degli ululati. Successivamente ai fatti avvenuti all'interno dello stadio, ci stati scontri, nelle zone adiacenti ad esso, tra la tifoseria forlivese e la tifoseria dorica, proveniente da Ancona per incontrare i tifosi gemellati ferraresi; nello scontro due tifosi dorici sono stati successivamente ricoverati in ospedale.
Il gruppo storico della tifoseria si identifica nei Boys che dalla metà degli anni settanta e per oltre vent'anni ha condiviso le altalenanti sorti del calcio forlivese con massicce partecipazioni anche in trasferta; da menzionare anche gruppi minori sorti successivamente all'inizio degli anni novanta quali gli Ultras Forlì, il Gruppo Anti-Ravenna, la Forlì Stressata, la Vecchia Guardia, la Gioventù Biancorossa e il gruppo nato nel 1990 Gioventù Sconvolta i quali furono i primi a seguire il galletto anche in trasferta. Dalla stagione 2017-2018 è presente il gruppo Gradinata Forlì. Dalla stagione 2023-2024 è presente un gruppo che si identifica sotto una pezza con su scritto Forlì si situa in tribuna laterale lato monte.

### Gemellaggi e rivalità
Nei rapporti con le altre tifoserie esiste un sentito gemellaggio nato nel 2003 con il Gubbio, mentre sono presenti numerose rivalità con squadre come Rimini, Fano, Ancona, Ravenna, Cattolica e in generale tutte le squadre emiliane. A metà degli anni Ottanta si instaurò un gemellaggio con i tifosi del Francavilla Calcio 1927, ancora oggi ricordato con affetto dai supporter dell’epoca di entrambe le squadre.

## Organico

### Rosa 2025-2026
Aggiornata al 18 agosto 2025.
| N. |                    | Ruolo | Calciatore          |
| -- | ------------------ | ----- | ------------------- |
| 3  | Italia (bandiera)  | C     | Francesco Menarini  |
| 4  | Italia (bandiera)  | D     | Lorenzo Saporetti   |
| 5  | Italia (bandiera)  | D     | Giacomo Cavallini   |
| 7  | Italia (bandiera)  | A     | Elia Petrelli       |
| 10 | Italia (bandiera)  | A     | Davide Macrì        |
| 11 | Italia (bandiera)  | A     | Nicola Farinelli    |
| 12 | Italia (bandiera)  | P     | Simone Calvani      |
| 13 | Albania (bandiera) | P     | Giulio Veliaj       |
| 14 | Italia (bandiera)  | D     | Nicola Mandrelli    |
| 15 | Italia (bandiera)  | D     | Alessandro Spinelli |
| 17 | Italia (bandiera)  | C     | Nicola Berti        |
| 16 | Italia (bandiera)  | C     | Filippo Valentini   |
| 18 | Italia (bandiera)  | D     | Filippo Ercolani    |
| 19 | Italia (bandiera)  | D     | Giacomo Graziani    |

| N. |                   | Ruolo | Calciatore                 |
| -- | ----------------- | ----- | -------------------------- |
| 20 | Italia (bandiera) | A     | Valentino Coveri           |
| 21 | Italia (bandiera) | C     | Christian Scorza           |
| 22 | Italia (bandiera) | P     | Luca Martelli              |
| 23 | Italia (bandiera) | A     | Francesco Manuzzi          |
| 24 | Italia (bandiera) | C     | Alessandro Giovannini      |
| 25 | Italia (bandiera) | D     | Mirko Elia                 |
| 26 | Italia (bandiera) | D     | Alessandro La Rosa         |
| 27 | Italia (bandiera) | D     | Giulio Manetti             |
| 28 | Italia (bandiera) | D     | Stefano Pellizzari         |
| 29 | Italia (bandiera) | C     | Diego Ripani               |
| 33 | Italia (bandiera) | A     | Simone Saporetti           |
|    | Italia (bandiera) | C     | Carlo De Risio             |
|    | Italia (bandiera) | C     | Riccardo Gaiola (capitano) |
|    | Italia (bandiera) | C     | Damiano Rinaldini          |

### Staff tecnico
- Alessandro Miramari - Allenatore
- Filippo Ceglia - Vice allenatore
- Antonio Ciaccia - Collaboratore tecnico
- Filippo Di Leo - Preparatore dei portieri
- Alessandro Romagna - Preparatore atletico
- Alessandro Ridolfi - Preparatore atletico
- Maurizio Brigliadori - Fisioterapista
- Lorenzo Ragazzini - Fisioterapista